# Amelia Island

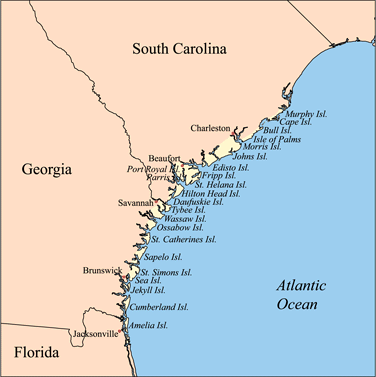
Amelia Island is het zuidelijkste eiland

Amelia Island is een eiland in Nassau County in de staat Florida in de Verenigde Staten. Het is het zuidoostelijkste eiland van de Sea Islands, een zandbank van eilanden dat zich uitstrekt van South Carolina tot noordelijk Florida, voor de oostkust. Het is 21 km lang en naar schatting 6 km breed op zijn breedste punt. Amelia Island ligt zuidelijk van Cumberland Island, Georgia, dicht bij het vasteland van Nassau County. Fernandina Beach en Amelia City zijn twee steden op het eiland.
Amelia Island staat ook bekend als het "Eiland van acht vlaggen". Het stond sinds 1562 onder de vlag van de volgende landen: Frankrijk, Spanje, Groot-Brittannië, Spanje (weer), de Patriotten van Amelia Island, het Groene Kruis van Florida, Mexico, de Geconfedereerde Staten van Amerika en de Verenigde Staten van Amerika.